# Sainte-Scolasse-sur-Sarthe
Sainte-Scolasse-sur-Sarthe è un comune francese di 577 abitanti situato nel dipartimento dell'Orne nella regione della Normandia.

## Società

### Evoluzione demografica
Abitanti censiti